# スエズ (1938年の映画)
『スエズ』（原題：Suez）は、1938年に製作・公開されたアメリカ合衆国の映画である。

## 概要
タイロン・パワーが演じるフェルディナン・レセップスを中心にスエズ運河開通までのドラマを描く。アラン・ドワンが監督、ロレッタ・ヤングとフランス出身のアナベラが共演した。タイロン・パワーとアナベラは翌1939年に結婚している（のち1948年に離婚）。

## キャスト
※括弧内は日本語吹替（放送日：1971年10月23日 NET『土曜映画劇場』）
- フェルディナン・レセップス：タイロン・パワー（山内雅人）
- ウジェニー：ロレッタ・ヤング（二階堂有希子）
- トニ：アナベラ（小原乃梨子）
- サイード・パシャ：J・エドワード・ブロムバーグ（細井重之）
- ルネ・ド・ラトゥール：ジョセフ・シルドクラウト（家弓家正）
- マチュー（フェルディナンの父）：ヘンリー・スティーブンソン
- ナポレオン3世：レオン・エイムズ（塩見竜介）
- ヴィクトル・ユーゴー：ヴィクター・ヴァルコニ
- フランツ・リスト：ブランドン・ハースト

## スタッフ
- 監督：アラン・ドワン
- 製作総指揮：ダリル・F・ザナック
- 製作：ジーン・マーキー
- 脚本：サム・ダンカン、フィリップ・ダン、ジュリアン・ジョゼフソン
- 音楽監督：ルイス・シルヴァース
- 撮影：J・ペヴェレル・マーリー
- 編集：バーバラ・マクリーン
- 美術：バーナード・ハーツブラン、ルドルフ・スターナド
- 装置：トーマス・リトル
- 衣装：ロイヤー

## アカデミー賞ノミネーション
- 撮影賞：J・ペヴェレル・マーリー
- 作曲賞：ルイス・シルヴァース
- 録音賞：エドマンド・H・ハンセン